# 1A busz (Balassagyarmat)
A balassagyarmati 1A jelzésű autóbuszt az 1-es busz betétjárata, a Vasútállomás és a Kenessey Albert Kórház között közlekedik mindennap. A járat a városi önkormányzat megrendelésére a Volánbusz üzemelteti.

## Járművek
Hétköznapokon egy Credo Inovell 12, hétvégéken egy Volvo 7000 típusú autóbusz közlekedik a vonalon.

## Története
Az autóbuszvonal 1992 óta az Autóbusz-állomás és a Kenessey Albert Kórház között közlekedett mindkét irányban, naponta több indulással. A 2012. januári menetrendben két szakaszra bontották: 1A jelzéssel közlekedett a Kenessey Albert Kórháztól induló, Autóbusz-állomásra érkező járat, 1B jelzéssel közlekedett az Autóbusz-állomásról induló, Kenessey Albert Kórházhoz érkező járat. 2013-ban jelentős rikítások kerültek bevezetésre, ezzel megszűnt az 1A busz, az 1B busz pedig hétköznaponként 2-2, hétvégenként 1-1 indulással közlekedett. 2015. január 1-jén bevezetett menetrendben újra változott a vonal: az 1B buszt átszámozták 1A-ra, és ennek hétköznaponként már csak 1 indulása van.
A 2025. március 15-én bevezetett menetrend alapján új útvonalon közlekedik, hétköznaponként egyszer.

## Útvonala
| Kenessey Albert Kórház felé:                                                 |
| ---------------------------------------------------------------------------- |
| Vasútállomás – Ady Endre utca– Rákóczi fejedelem út – Kenessey Albert Kórház |

## Megállóhelyei
| 0  | Vasútállomás végállomás           | S780 2A, 2, 3, 3A, 5, 5A        |  |
| 2  | Madách liget                      | 6, 8                            |  |
| 3  | Malom                             | 4, 4A, 6, 6A, 6B, 8             |  |
| 5  | Civitas Fortissima tér            | 4, 4A, 6, 6A, 6B, 7A, 8         |  |
| 7  | Hunyadi utca                      | 2A, 4, 4A, 6, 6A, 6B, 7A, 7B, 8 |  |
| 8  | Dózsa György út                   | 1B, 4, 6, 6A, 7, 8, 8A          |  |
| 10 | Arany János utca                  | 1B, 4, 6, 6A, 7, 8              |  |
| 12 | Kenessey Albert Kórház végállomás | 4, 5, 6, 7, 7A, 8               |  |

## Külső hivatkozások
- Valósidejű utastájékoztatás. KMKK Zrt.. [2018. augusztus 21-i dátummal az eredetiből archiválva]. (Hozzáférés: 2018. augusztus 21.)